# Исаков, Эрзо
Эрзо Шамиль Таджелдин Исаков (2001) — иорданский борец вольного и греко-римского стиля.

## Спортивная карьера
В апреле 2018 года в бельгийском Келмисе стал победителем V Международного турнира на призы братьев Сайтиевых среди юниоров. В ноябре 2019 года в Каире стал вторым на чемпионате арабских стран, уступив золото Амру Реде Хуссену из Египта. 14 апреля 2023 года на чемпионате Азии в Астане в 1/8 финала уступил иранцу Хоссейну Абузари. В конце августа 2023 года появилась информация, что он выступит на предолимпийском чемпионате мира в Белграде, однако, на турнире участия не принимал. В октябре 2023 года на чемпионате мира среди спортсменов до 23 лет в Албании в 1/8 финала уступил россиянину Арслану Багаеву, занял итоговое 19 место. В декабре 2023 года в Багдаде выиграл чемпионат арабских стран. 11 апреля 2024 года на чемпионате Азии в Бишкеке в 1/8 финала проиграл китайцу Цао Нану, покинув турнир, став 11-м в весовой категории до 79 кг. 19 апреля 2024 года в Бишкеке он участвовал на азиатском квалификационном турнире к Олимпийским играм в Париже, где уступил Бямбасуренгийну Бат-Эрдэнэ из Монголии. В мае 2024 года в Аммане выиграл чемпионат Арабских стран в возрастной категории U23 как в вольной, так и в греко-римской борьбе.

## Личная жизнь
По национальности — чеченец. Младший брат Орц, также борец.

## Спортивные результаты
- Чемпионат арабских стран 2019 — ;
- Чемпионат арабских стран 2023 — ;